# Lady Wood
Lady Wood ist das zweite Studioalbum der schwedischen Sängerin Tove Lo, welches am 28. Oktober 2016 unter dem Label Island Records veröffentlicht wurde.

## Hintergrund
Am 17. August 2016 gab Tove Lo den Titel des Albums bekannt sowie die Veröffentlichung dieses am 28. Oktober 2016. Lady Wood handelt von einer Achterbahn der Emotionen, die sie selbst erlebt habe, nachdem sie ihre erste EP Truth Serum im Jahr 2014 und ihr Debütalbum Queen of the Clouds ebenfalls 2014 veröffentlicht hat. Das Album, welches das erste von zwei dieser Art ist, ist in zwei Kapitel aufgeteilt. Die erste Hälfte des Albums (Fairy Dust) beschäftigt sich mit der Euphorie einer erfreulichen Begegnung, die zweite Hälfte (Fire Fade) mit Selbstbewusstsein. Die dritte Hälfte (Light Beam), sowie ebenfalls die vierte Hälfte (Pitch Black) sind auf ihrem dritten Studioalbum Blue Lips vorhanden, welches knapp über ein Jahr später erschien.
Tove Lo schrieb jeden Song auf dem Album mit (bis auf die Intros) und arbeitete mit dem Rapper Wiz Khalifa (Influence) und dem Sänger Joe Janiak (Vibes) zusammen.

## Promotion

### Singleveröffentlichungen
Die Lead-Single des Albums, Cool Girl wurde am 4. August 2016 veröffentlicht und erreichte unter anderem Platz 84 in den Vereinigten Staaten und Platz 15 in Tove Los Heimat Schweden. Die zweite Single ist der vorher bereits als Promo-Single veröffentlichte Song True Disaster, welcher am 15. November 2016 als Single veröffentlicht wurde. Zudem wurde noch der Song Influence, zusammen mit Wiz Khalifa als Promo-Single im September 2016 veröffentlicht.

### Tour
Am 23. Oktober 2016, fünf Tage vor dem Release des Albums kündigte Tove Lo die Lady Wood Tour an, bei der sie Anfang 2017 an 21 Terminen durch Nordamerika und Europa gereist ist, um das Album zu promoten. Zwei Auftritte fanden auch in Deutschland statt.

### Kurzfilme
Der Kurzfilmen Fairy Dust handelt von der ersten Hälfte des Albums. Der Trailer wurde am 17. Oktober 2016 veröffentlicht, während der Film am 31. Oktober 2016 auf YouTube erschien. Ein weiterer Kurzfilm über die zweite Hälfte des Albums mit dem Titel Fire Fade erschien am 25. August 2017 ebenfalls auf Youtube.

## Titelliste
| #  | Titel                                                   | Autor(en)                                               | Produzent(en)                  | Länge |
| -- | ------------------------------------------------------- | ------------------------------------------------------- | ------------------------------ | ----- |
| 1  | Fairy Dust                                              | Ludvig Söderberg                                        | Ludvig Söderberg               | 0:57  |
| 2  | Influence (feat. Wiz Khalifa)                           | Tove Lo, Ludvig Söderberg, Jakob Jerlström, Wiz Khalifa | The Struts                     | 3:44  |
| 3  | Lady Wood                                               | Tove Lo, Oscar Holter, Ludvig Söderberg                 | Oscar Holter, Ludvig Söderberg | 3:19  |
| 4  | True Disaster                                           | Tove Lo, Oscar Holter                                   | Oscar Holter                   | 3:44  |
| 5  | Cool Girl                                               | Tove Lo, Ludvig Söderberg, Jakob Jerlström              | The Struts                     | 3:19  |
| 6  | Vibes (feat. Joe Janiak)                                | Tove Lo, Ludvig Söderberg, Jakob Jerlström, Joe Janiak  | The Struts                     | 3:46  |
| 7  | Fire Fade                                               | Ilya Salmanzadeh                                        | Ilya Salmanzadeh               | 0:52  |
| 8  | Don’t Talk About It                                     | Tove Lo, Ilya Salmanzadeh, Rickard Göransson            | Ilya Salmanzadeh               | 3:54  |
| 9  | Imaginary Friend                                        | Tove Lo, Ludvig Söderberg, Jakob Jerlström, Joel Little | Joel Little, The Struts        | 4:12  |
| 10 | Keep It Simple                                          | Tove Lo, Ali Payami                                     | Ali Payami                     | 3:51  |
| 11 | Flashes                                                 | Tove Lo, Oscar Görres                                   | Oscar Görres                   | 4:16  |
| 12 | WTF Love Is                                             | Tove Lo, Ludvig Söderberg, Jakob Jerlström              | The Struts                     | 3:41  |
|    | Target Version                                          |                                                         |                                |       |
| 13 | Cool Girl (The Knocks Remix)                            | Tove Lo, Ludvig Söderberg, Jakob Jerlström              | The Struts, The Knocks         | 5:00  |
| 14 | True Disaster (Hyperbits Remix)                         | Tove Lo, Oscar Holter                                   | Holter, Hyperbits              | 3:34  |
| 15 | Influence (Chords Remix) (feat. Wiz Khalifa)            | Tove Lo, Ludvig Söderberg, Jakob Jerlström, Wiz Khalifa | The Struts, Chords             | 3:43  |
|    | Deluxe-Vinyl-Edition                                    |                                                         |                                |       |
| 1  | Cool Girl (Timbaland Remix)                             | Tove Lo, Ludvig Söderberg, Jakob Jerlström              | The Struts, Timbaland          |       |
| 2  | WTF Love Is (Karma Fields Remix)                        | Tove Lo, Ludvig Söderberg, Jakob Jerlström              | The Struts, Karma Fields       |       |
| 3  | Cycles (MK Remix)                                       | Tove Lo, Joe Janiak, Ludvig Söderberg                   | The Struts, MK                 |       |
| 4  | Bitches (feat. Charli XCX, Icona Pop, Elliphant & Alma) | Tove Lo, Ludvig Söderberg, Jakob Jerlström, Wiz Khalifa | Ali Payami                     | 3:11  |

## Rezensionen
Lady Wood bekam weitestgehend positive Kritik von Musikkritikern. Bei Metacritic konnte das Album einen Durchschnitt von 74 von 100 bei 16 Kritiken bekommen. Madison Vain vom Entertainment Weekly pries das Album als dunkelstes, seltsamstes und unwiderstehlichste Album des Herbst an und schrieb, dass Tove Los Songtexte sehr persönlich sind, jedoch die Musik für die Masse gemacht wurde. Alim Kheraj von DIY merkte jedoch an, dass Lady Wood nicht für das Radio gemacht wurde.

## Kommerzieller Erfolg

### Chartplatzierungen
Mit Lady Wood erreichte Tove Lo in ihrer Heimat Schweden Platz eins der Albumcharts. Dort verblieb das Album 26 Wochen in den Charts. Bisher schaffte es Tove Lo nur einmal, mit einem ihrer Alben an die Spitze der Charts in Schweden zu gelangen. Im Rest der Welt konnte das Album auch Platzierungen einfahren, in den Vereinigten Staaten verfehlte es mit Platz elf knapp die dortigen Top-10. Anders als der Vorgänger Queen of the Clouds blieb dieses Album aber nicht so lange in den Charts.
| ChartsChartplatzierungen       | Höchstplatzierung | Wochen |
| ------------------------------ | ----------------- | ------ |
| Deutschland (GfK)              | 66 (1 Wo.)        | 1      |
| Schweden (GLF)                 | 1 (26 Wo.)        | 26     |
| Schweiz (IFPI)                 | 40 (1 Wo.)        | 1      |
| Vereinigte Staaten (Billboard) | 11 (3 Wo.)        | 3      |
| Vereinigtes Königreich (OCC)   | 40 (1 Wo.)        | 1      |

| ChartsJahrescharts (2017) | Platzierung |
| ------------------------- | ----------- |
| Schweden (GLF)            | 87          |

### Auszeichnungen für Musikverkäufe
| Land/Region       | Auszeichnungen für Musikverkäufe (Land/Region, Auszeichnung, Verkäufe) | Verkäufe |
| ----------------- | ---------------------------------------------------------------------- | -------- |
| Neuseeland (RMNZ) | Gold                                                                   | 7.500    |
| Insgesamt         | 1× Gold ·                                                              | 7.500    |